# Horisme milvaria
Horisme milvaria là một loài bướm đêm trong họ Geometridae.